# Pelomonas aquatica
Pelomonas aquatica es una bacteria gramnegativa del género Pelomonas. Fue descrita en el año 2007. Su etimología hace referencia a agua. Es aerobia y móvil por flagelo polar. Tiene un tamaño de 0,5 μm de ancho por 2 μm de largo. Forma colonias amarillentas, oscuras y opacas difíciles de resembrar tras una semana de incubación. Temperatura de crecimiento entre 20-37 °C, óptima de 30 °C. Tiene capacidad para degradar octógenos, por lo que tiene un posible interés en biorremediación. Se ha aislado de aguas industriales en Suecia. 